# Jerzy Dziewicki
Jerzy Dziewicki (ur. 3 stycznia 1918 w Wilnie, zm. 3 września 1985 w Gdańsku) – polski dziennikarz, publicysta, działacz społeczny, redaktor naczelny „Głosu Wybrzeża” w okresie odwilży październikowej.

## Życiorys
Urodził się 3 stycznia 1918 w Wilnie, w rodzinie Mariana Dziewickiego, adwokata, wieloletniego sekretarza Rady Miejskiej, i Heleny z Jazdowskich, nauczycielki. Był młodszym bratem Ireny Sztachelskiej i Muty (Marii) Dziewickiej. Ukończył Gimnazjum im. Króla Zygmunta Augusta w Wilnie, następnie w 1939 studia na Wydziale Prawa i Nauk Społecznych Uniwersytetu Stefana Batorego. W okresie gimnazjalnym harcerz „Błękitnej Jedynki”, w czasie studiów członek Koła Wileńskiego Akademickiego Związku Morskiego.
W tym okresie podjął pierwsze próby dziennikarsko-publicystyczne na łamach społeczno-politycznego dwutygodnika „Poprostu” wydawanego przez Związek Lewicy Akademickiej „Front”.
W 1939 niezmobilizowany z powodu stanu zdrowia, izolowany przez podziemie niepodległościowe ze względu na lewicowe poglądy, wojnę przeżył w Wilnie, pracując jako robotnik.
W 1941 ożenił się z Antoniną Gaponik (1919–1988), studentką działającego w podziemiu Wydziału Medycznego Uniwersytetu Stefana Batorego, późniejszą doktor medycyny, związaną z Akademią Medyczną w Gdańsku, z którą miał dwoje dzieci, córkę Krystynę i syna Marka. W lutym 1945 opuścił Wilno wraz z rodziną i po krótkim pobycie w Białymstoku w poszukiwaniu pracy przeniósł się do Gdańska, z którym pozostał związany do końca życia.
W okresie bezpośrednio powojennym pracował jako korektor na nocnych dyżurach redakcji „Dziennika Bałtyckiego” w Gdyni, w latach 1945–1950 był w „Dzienniku” kolejno redaktorem działu łączności z czytelnikami, kierownikiem działu terenowego i redaktorem depeszowym. W 1949 wstąpił do PZPR. Z okresu pracy w „Dzienniku Bałtyckim”, w latach jego formowania, datowały się znajomości i przyjaźnie Dziewickiego z Marianem Brandysem, Franciszkiem Fenikowskim, Lechem Bądkowskim, Stanisławą Fleszarową-Muskat, Bolesławem Facem, Tadeuszem Bolduanem. Do tego samego zespołu należał także kolega jeszcze z lat wileńskich, Wincenty Kraśko.
W 1951 ze względów rodzinnych przeniósł się do Warszawy, gdzie do 1953 pracował jako kierownik działu społecznego w „Głosie Pracy”. W 1954 pełnił funkcję zastępcy redaktora naczelnego „Głosu Wybrzeża”, w latach 1955–1956 znów w Warszawie, w dziale społecznym  „Trybuny Ludu”. Po październiku 1956 ponownie na Wybrzeżu, najpierw na stanowisku redaktora naczelnego „Dziennika Bałtyckiego”, a od 1 lipca 1957 jako redaktor naczelny „Głosu Wybrzeża”.
W latach 1957–1968 zasiadał w Komitecie Wojewódzkim PZPR w Gdańsku, między innymi jako członek egzekutywy. Jako zwolennik październikowej odnowy wszedł w apogeum konfliktu z władzami partii w 1968, kiedy to wziął udział w burzliwym posiedzeniu Parlamentu ZSP na Politechnice Gdańskiej 27 marca 1968. W konsekwencji podjętej na łamach „Głosu Wybrzeża” polemiki z polityką partii oraz wystąpienia w obronie kolegów-dziennikarzy pochodzenia żydowskiego, decyzją egzekutywy usunięty został z Komitetu Wojewódzkiego, zwolniony ze stanowiska redaktora naczelnego i  obłożony zakazem pracy dziennikarskiej na terenie ówczesnego województwa gdańskiego (tzw. „wilczy bilet”).
Od 1969 do jej rozwiązania w 1970 był redaktorem naczelnym Agencji Publicystyczno-Informacyjnej w Warszawie. W latach 1970–1974 pracował w „Tygodniku Morskim”, po jego rozwiązaniu, w latach 1974–1978 – jako sekretarz redakcji w „Głosie Stoczniowca”. Od 1978 na emeryturze.
Jako dziennikarz zaangażowany był przede wszystkim w tematykę społeczną (m.in. bezpośrednio po wojnie w organizację pomocy socjalnej dla rodzin pozbawionych przez wojnę środków do życia) i kulturalną – stąd jego bliskie znajomości i przyjaźnie z pisarzami Wybrzeża. Oprócz Bądkowskiego, Fenikowskiego, Faca, także z Różą Ostrowską, Izabellą Trojanowską, Zbigniewem Żakiewiczem, Wojciechem Witkowskim, oraz działaczami kaszubskimi, m.in. Józefem Borzyszkowskim. Wieloletnie niekiedy przyjaźnie z tym środowiskiem zaowocowały wstąpieniem do Zrzeszenia Kaszubsko-Pomorskiego i współpracą z „Pomeranią”.
W latach 70. i 80. współpracował z demokratyczną opozycją Wybrzeża, utrzymywał również kontakty z warszawskim środowiskiem opozycyjnym, m.in. Marianem Brandysem i Haliną Mikołajską.
Od sierpnia 1980 pomagał Lechowi Bądkowskiemu w jego działaniach na rzecz NSZZ „Solidarność”. Działał w Oddziale Gdańskim Stowarzyszenia Dziennikarzy Polskich, był delegatem na nadzwyczajny zjazd SDP w Warszawie w dniach 29–31 października 1980, gdzie wybrany został wiceprzewodniczącym Naczelnego Sądu Dziennikarskiego.

Współpracę z SDP (m.in. z jej ówczesnym przewodniczącym, Stefanem Bratkowskim kontynuował także po zdelegalizowaniu Stowarzyszenia w stanie wojennym. W 1982 był jednym z sygnatariuszy protestacyjnego listu do premiera PRL, wystosowanego przez Gdański Oddział SDP w tej sprawie. Zajmował się w owym okresie między innymi pomocą rodzinom internowanych dziennikarzy Wybrzeża (w tej liczbie m.in. Macieja Łopińskiego). Od 1982 blisko związany z duszpasterstwem środowisk twórczych oo. Dominikanów w Gdańsku i środowiskiem skupionym wokół ojca Sławomira Słomy.

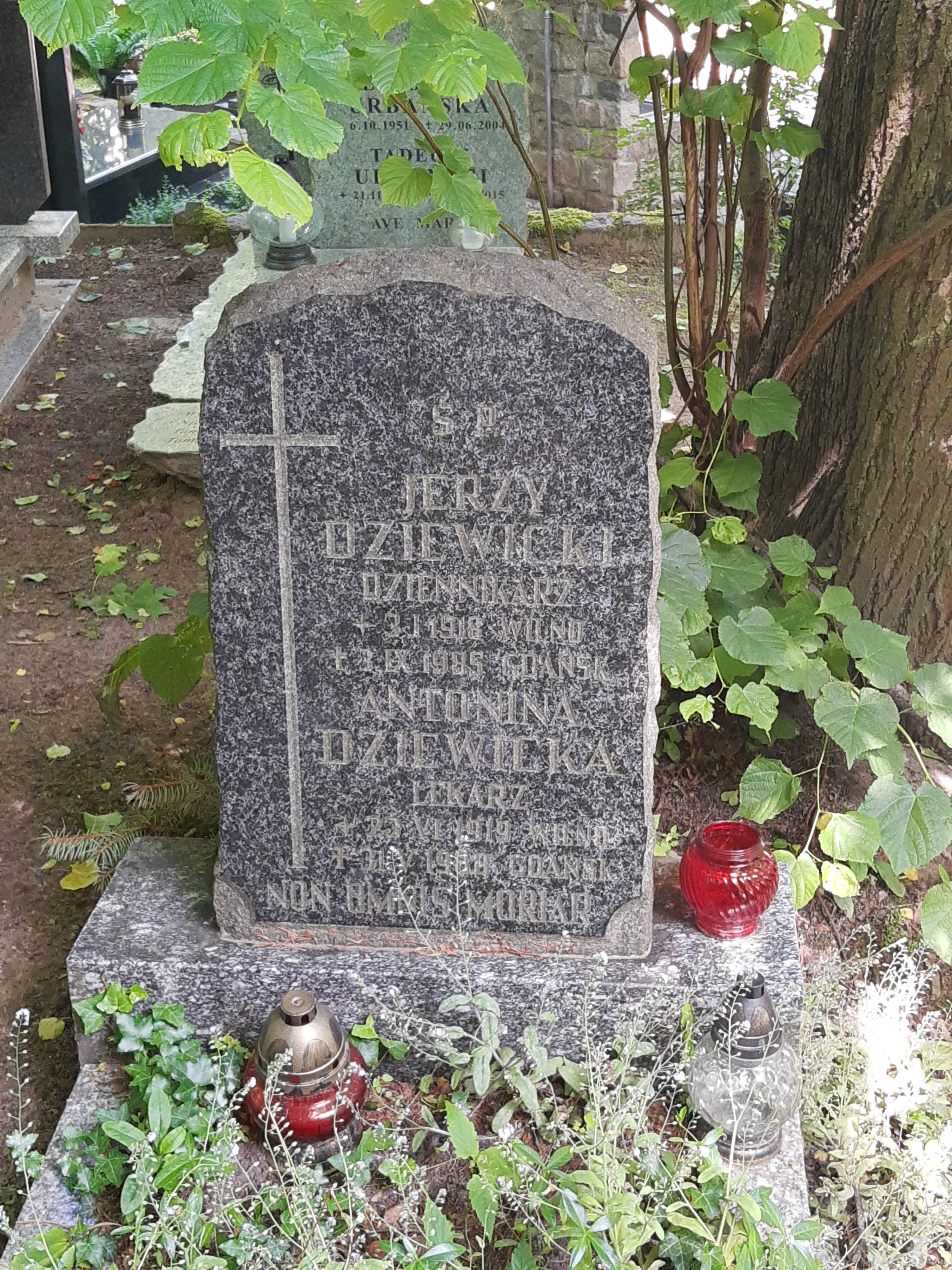
Grób Jerzego Dziewickiego na cmentarzu Srebrzysko

Jest on m.in. autorem wstępu i edycyjnego opracowania wspomnień Jana Mazurkiewicza, zatytułowanych Los żołnierza (Gdańsk 1995). Do ważnych w jego dorobku należy artykuł Wątki kulturalne w prasie Wybrzeża 1945–1950 zamieszczony w „Gdańskim Roczniku Kulturalnym” w 1985 (t. 8). Był także autorem opracowania materiałów z konkursu na pamiętniki stoczniowców, publikowanych częściowo na łamach „Głosu Stoczniowca”.
Zmarł w Gdańsku, pochowany 6 września 1985 na cmentarzu Srebrzysko (rejon IX, kwatera TAR III wojskowy-3).

## Ordery i odznaczenia
- Krzyż Kawalerski Orderu Odrodzenia Polski (1963)[8]
- Srebrny Krzyż Zasługi
- Odznaka honorowa „Zasłużonym Ziemi Gdańskiej” (1966)
- Odznaka honorowa „Zasłużony Pracownik Morza”
- Odznaka „Za Zasługi dla Gdańska”

Źródło:.